# Otto Nerz
Otto Nerz (Hechingen, 21 de outubro de 1892 — Sachsenhausen, 18 de abril de 1949) foi um futebolista alemão e primeiro treinador de futebol da Alemanha.